# مادونا، لتونی
مادونا، لتونی (به آلمانی: Madohn) یک شهرک در لتونی با جمعیت ۹٬۳۹۴ نفر است که در Madona municipality واقع شده‌است.